# Volvo EX30
Volvo EX30 — электромобиль, производящийся шведской компанией Volvo Cars с 7 июня 2023 года. После Volvo EX90, это второй по счёту электромобиль.

## Описание
Автомобиль Volvo EX30 производится на платформе SEA (Sustainable Experience Architecture). Его шасси унифицировано с подвеской Макферсон спереди и многорычажной подвеской сзади. Подвеска оборудована пружинами и пассивными амортизаторами.
Мультимедийная система оснащена одним экраном диагональю 12,3 дюйма с операционной системой Android, сервисами Google и «воздушной» системой обновления. Планируется, что у моделей, поставляемых в Китай и Южную Корею, операционная система будет другой. Динамики аудиосистемы расположены на приборной панели, а у основания лобового стекла 5 динамиков. Переключение между дверями аналогично автомобилям Volkswagen ID.
Ожидается, что автомобиль заменит Volvo XC40.